# 1128

## Události
- Portugalský kníže Alfons porazil armádu své matky a jejího milence v bitvě na São Mamede a chopil se vlády v Portugalsku.

## Narození
- ? – Markéta Navarrská, sicilská královna († 12. srpna 1183)
- ? – Svatý Vavřinec z Dublinu, dublinský arcibiskup († 14. listopad 1180)
- ? – Konstancie Francouzská, dcera Ludvíka VI., hraběnka z Mortain, Boulogne a Toulouse († 16. srpna 1180)
- ? – Alan z Lille, francouzský mnich, filosof, teolog, světec († 1203)

## Úmrtí
- 28. července – Vilém I., flanderský hrabě z normanské dynastie, vnuk Viléma I. Dobyvatele (* 1101–1103)

## Hlavy států
- České knížectví – Soběslav I.
- Svatá říše římská – Lothar III.
- Papež – Honorius II.
- Anglické království – Jindřich I. Anglický
- Francouzské království – Ludvík VI. Francouzský
- Polské knížectví – Boleslav III. Křivoústý
- Uherské království – Štěpán II. Uherský
- Kastilské království – Alfonso VII. Císař
- Byzantská říše – Jan II. Komnenos